# Armeniaca hongpingensis
Armeniaca hongpingensis là loài thực vật có hoa trong họ Hoa hồng. Loài này được T.T. Yu & C.L. Li mô tả khoa học đầu tiên năm 1985.